# Jasmine Nightdreams
Jasmine Nightdreams è il sesto album di Edgar Winter pubblicato dall'etichetta Blue Sky Records nel 1975, il disco si piazzò al 69 posto delle classifiche statunitensi.

## Tracce
Lato A
1. One Day Tomorrow – 3:12 (Edgar Winter, Dan Hartman)
2. Little Brother – 4:08 (Edgar Winter)
3. Hello Mellow Feelin' – 2:47 (Edgar Winter)
4. Tell Me in a Whisper – 3:25 (Edgar Winter, Dan Hartman)
5. Shuffle Low – 4:19 (Edgar Winter)
6. Keep On Burnin' – 4:13 (Edgar Winter)

Lato B
1. How Do You Like Your Love – 3:04 (Edgar Winter)
2. I Always Wanted You – 3:22 (Edgar Winter)
3. Outa Control – 4:10 (Edgar Winter)
4. All Out – 5:10 (Edgar Winter)
5. Sky Train – 2:17 (Edgar Winter)
6. Solar Strut – 5:10 (Edgar Winter)

## Musicisti
- Edgar Winter - voce, pianoforte, tastiere, accompagnamento vocale
- Johnny Winter - chitarra, armonica, voce
- Rick Derringer - chitarra, voce, accompagnamento vocale
- Dan Hartman - basso, percussioni, voce
- Chuck Ruff - batteria, accompagnamento vocale
- Rick Marotta - batteria
- Marc Franklin - accompagnamento vocale